# Bouabout
Bouabout (en àrab بوعبوط, Būʿabūṭ; en amazic ⴱⵓⴰⴱⵓⴹ) és una comuna rural de la província de Chichaoua, a la regió de Marràqueix-Safi, al Marroc. Segons el cens de 2014 tenia una població total de 11.494 persones.